# The Draw
The Draw is een nummer van de Britse band Bastille. Het werd uitgebracht op 26 november 2013 en is een van de nummers op All This Bad Blood.
Het nummer symboliseert, samen met het nummer Skulls, volgens frontman Dan Smith wat de groep nog wilde doen in de toekomst. Het was de eerste keer dat een gitaar werd gebruikt in een nummer van de groep; de aanleiding hiervoor was dat bassist Will Farquarson van een fan tijdens een concert een gitaar cadeau kreeg.

## Muziekvideo
Een muziekvideo werd op de dag van verschijnen op het persoonlijke kanaal van de band op YouTube geplaatst. De video duurt 3 minuten en 17 seconden en is gemaakt door Crooked Cynics. Het filmpje is volledig in zwart-wit en bevat verschillende willekeurige beelden uit de stad, die bij de start van het sterkere deel op het einde van het nummer allemaal terug worden afgespeeld ("I can feel the draw, I can feel it pulling me back").